# Приключенията на Джеки Чан
„Приключенията на Джеки Чан“ (на английски: Jackie Chan Adventures) е американски анимационен сериал, разказващ за приключенията на фиктивна версия на Джеки Чан. Много от епизодите съдържат препратки към работата на Чан в реалния живот. Поредицата е излъчена по Kids' WB от 9 септември 2000 г. до 9 юли 2005 г. и съдържа общо 95 епизода в пет сезона. Главен дизайнер на персонажите е Джеф Мацуда, който по-късно работи по сериала „Батман“ от 2004 г.

## „Приключенията на Джеки Чан“ в България
В България сериалът започва излъчване на 18 януари 2015 г. по bTV Action с разписание всяка събота и неделя от 07:00 по три епизода и с повторение в неделя и понеделник от 06:00 по два епизода. Трети сезон завършва на 11 април, след което следва пауза от четири години и половина. На 15 септември 2019 г. започва четвърти сезон от 07:30, а разписанието му е всеки ден от 07:00 по два епизода с повторение от 06:00. Последният епизод е излъчен на 28 септември и е повторен на 29 септември. Ролите се озвучават от артистите Йоанна Драгнева, Цанко Тасев, Георги Тодоров и Стефан Сърчаджиев – Съра.